# Burg Odenkirchen
Il Burg Odenkirchen, (in italiano "Fortezza (dei) Odenkirchen") era un castello a Odenkirchen, Mönchengladbach, Renania Settentrionale-Vestfalia.

## Descrizione

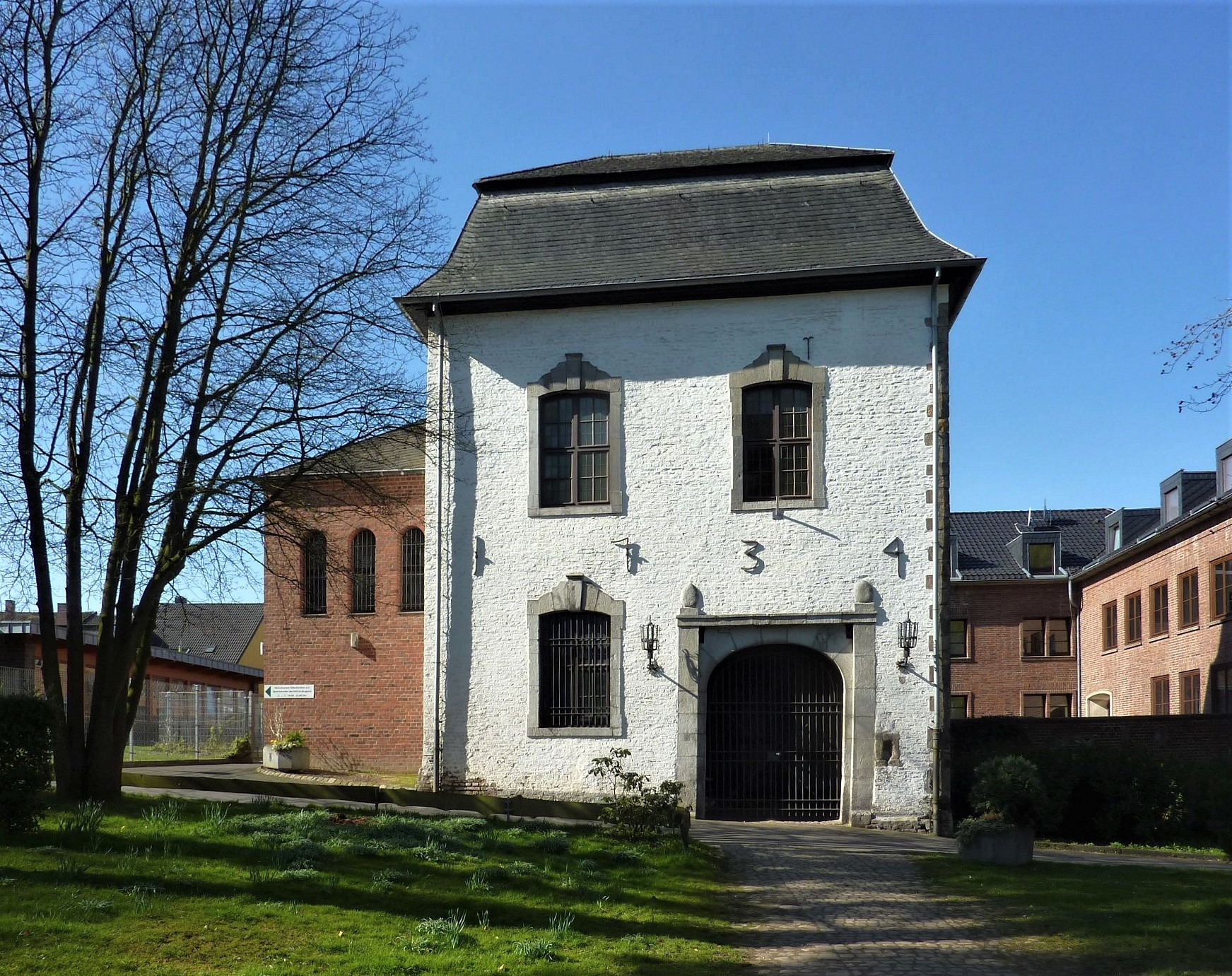
Parte del castello risultante al 1734

La colonizzazione di Odenkirchen, iniziata non più tardi del XII secolo, iniziò dal castello dei Signori di Odenkirchen. Il castello di Odenkirchen fu menzionato per la prima volta nel 1153 in un documento dell'imperatore Federico Barbarossa, in cui ciò confermava l'arcivescovo di Colonia Arnold II, cioè l'arcivescovado di l´Elettorato di Colonia, i diritti di proprietà del castello di Odenkirchen. Odenkirchen era un subordinato indipendente dell'arcidiocesi di Colonia.